# Calenberger Bande
Die Calenberger Bande ist eine rechtsextreme Gruppe, die seit 2019 in der Region Hannover aktiv ist. Auffällig wurde sie vor allem durch Graffiti. Flugblätter und Plakate.

## Mitglieder
Namen und Adressen von mutmaßlichen Mitgliedern der Gruppe wurden in einem Beitrag auf der linksextremen Internetseite indymedia.org im Januar 2020 veröffentlicht. Dabei wurden Patrick K. und Daniel B. genannt, die schon in der Vergangenheit als Neonazis aktiv waren. Beide gehörten zur rechtsextremen Gruppierung Besseres Hannover und waren auch nach deren Verbot immer wieder in den Fokus der Behörden geraten. Unter anderem wurde Patrick K. wegen Angriffen auf Parteibüros und DKP-Mitglieder verurteilt. Patrick K. ist darüber hinaus ehemaliges Mitglied des „Rechten Plenums“ bekannt, einer in Chemnitz aktiven Neonazi-Gruppe, die unter anderem versuchte, einen „Nazi-Kiez“ zu schaffen.
Ein weiteres Mutmaßliches Mitglied der Calenberger Bande ist Florian L. Bei ihm handelt es sich um einen Erzieher in einer städtischen Kita, der aufgrund seiner Verbindung zur Calenberger Bande suspendiert wurde. Weitere bekannte Mitglieder sollen laut der linksextremen Internetseite indymedia.org Patricks Freundin, Florians Bruder sowie vermutlich zwei weitere unbekannte Personen sein. Ob es sich bei diesen Mitgliedern tatsächlich um die Calenberger Bande handelt oder ob es noch weitere Mitglieder gibt, wurde seitens der Polizei nicht bestätigt.

## Aktivitäten und Ermittlungen
Eindeutig der Calenberger Bande zuordnen lassen sich verschiedene Flugblätter, Plakate und Graffiti, die vor allem im Raum Ronnenberg, Gehrden und Pattensen gefunden werden. Jedoch werden der Gruppe von inoffizieller Seite auch andere, schwerere Taten zugerechnet. Die Calenberger Bande soll unter anderem Brandanschläge auf die Haustüren eines jüdischen Ehepaares und einer kurdischen Familie verübt sowie eine leerstehende Flüchtlingsunterkunft verwüstet haben.
Die Polizei ermittelte in sechs Fällen von Sachbeschädigung und wegen Verwendens von Kennzeichen verfassungswidriger Organisationen (§ 86a StGB) gegen drei Mitglieder der Gruppierung. Im Januar 2020 ließ die Staatsanwaltschaft Hannover ihre Wohnungen durchsuchen und beschlagnahmte unter anderem Datenträger.
2024 erhob die Staatsanwaltschaft Hannover Anklage gegen drei Mitglieder wegen versuchten Mordes, schweren Raubes und gefährlicher Körperverletzung. Ihnen wird vorgeworfen, im Jahr 2020 einen VW-Mitarbeiter vor seinem Wohnhaus in Garbsen zusammengeschlagen zu haben. Hinweise auf eine politisch motivierte Tat lagen nicht vor.